# Thecaphora saponariae
Thecaphora saponariae är en svampart som först beskrevs av F. Rudolphi, och fick sitt nu gällande namn av Vánky 1998. Thecaphora saponariae ingår i släktet Thecaphora och familjen Glomosporiaceae.   Inga underarter finns listade i Catalogue of Life.